# Mark Owuya
Mark Aloysius Opoya Owuya, född 18 juli 1989 i Huddinge, är en svensk före detta professionell ishockeymålvakt.

## Hockeykarriär
Owuya var Elitseriens bäste målvakt i räddningsprocent under säsongen 2010/11. Han var med i svenska juniorlandslaget då de tog VM-silver vid junior-VM 2009 i Kanada.

## Övrigt
Mark Owuyas far är från Uganda och hans mor från Ryssland.  
Owuya är även känd för att ha rappat i Idol 2006, under artistnamnet "Mark In Da Park", där han dock inte gick vidare från audition.